# Lyndall Gordon
Lyndall Gordon, née le 4 novembre 1941 au Cap en Afrique du Sud, est une biographe, écrivaine et universitaire sud-africaine. 

## Biographie

### Jeunesse et éducation
Gordon naît le 4 novembre 1941 au Cap en Afrique du Sud. Elle est la fille de Harry Louis un avocat et commentateur sportif et de Rhoda Getz une poétesse et enseignante.
Gordon grandit au Cap et elle fait ses études de premier cycle à l'Université du Cap en histoire et en anglais, puis la littérature américaine du 19e siècle à l'Université Columbia à New York où elle obtient son doctorat.
Elle est chercheuse principale au St Hilda's College d'Oxford,.

### Parcours littéraire
Gordon est l'auteur de nombreux ouvrages à succès notamment : Eliot's Early Years (1977) qui remporte le prix Rose Mary Crawshay de la British Academy , Virginia Woolf : A Writer's Life (1984) qui gagne le prix James Tait Black Memorial , Charlotte Brontë : A Passionate Life (1994) lauréat du prix Cheltenham de littérature  et Vindication: A Life of Mary Wollstonecraft présélectionné pour le prix BBC Four Samuel Johnson. 
Ses publications sont entre autres : Lives Like Loaded Guns: Emily Dickinson and her Family's Feuds qui remet en question les hypothèses établies sur la vie de la poétesse, Divided Lives: Dreams of a Mother and a Daughter et Outsiders: Five Women Writers Who Changed the World.
En 2002, elle est élue membre de la Royal Society of Literature.

### Ouvrages
- (en) Lives Like Loaded Guns: Emily Dickinson and Her Family's Feuds, New York, Viking, 2010, 491 p. (ISBN 9780670021932, lire en ligne)[5],[2]
- (en) Divided lives : dreams of a mother and a daughter, London, Virago, 2015, 328 p. (ISBN 9781844088911, lire en ligne)
- (en) Outsiders: Five Women Writers who changed the world, London, Virago, 2017, 338 p. (ISBN 9780349006352, lire en ligne)
- (en) The Hyacinth Girl: TS Eliot's Hidden Muse, London, Virago, 2022, 496 p. (ISBN 9780349012117, lire en ligne)

## Récompenses
- Prix Rose Mary Crawshay de la British Academy[9]
- Prix Cheltenham de littérature[9],[10]
- Prix des Arts du Sud[10]
- Prix James Tait Black Memorial de biographie[10]